# Vampirul din Sussex
Vampirul din Sussex (în engleză The Adventure of the Sussex Vampire) este una dintre cele 56 povestiri scurte cu Sherlock Holmes ale lui Sir Arthur Conan Doyle și a patra povestire din volumul Arhiva lui Sherlock Holmes. În reeditările mai noi ale volumului, ea este a cincea povestire.
Ea a fost publicată în ianuarie 1924 în revista Strand Magazine (ilustrată de Howard K. Elcock), apoi în volumul "Arhiva lui Sherlock Holmes" (în engleză The Case-Book of Sherlock Holmes) editat în 1927 de John Murray din Anglia. 

## Subiect

### Misterul inițial
Acțiunea debutează în apartamentul lui Holmes din 221B Baker Street la o dată neindicată. Sherlock Holmes primește o scrisoare de la un cabinet de avocați. Expeditorul îi explică daptul că a fost contactat de Robert Ferguson care i-a pus o serie de întrebări legate de vampiri, care nu erau de competența cabinetului. Avocații i-au recomandat lui Ferguson să-l contacteze pe Holmes în această privință. Detectivul își exprimă în fața dr. Watson scepticismul și amuzamentul față de un caz cu vampiri pe care nu-l ia în serios.
Atenția lui Holmes și Watson este trezită de o a doua scrisoare sosită în aceeași dimineață și care fusese scrisă de Robert Ferguson însuși. Acesta le expune situația sa delicată, afirmând că este vorba de situația unui prieten de-al lui (o minciună care nu-l înșală pe Holmes). Din scrisoare reiese că Robert Ferguson se căsătorise a doua oară, cu cinci ani în urmă, cu o femeie peruviană și că din această căsătorie se născuse un copil. Această femeie are uneori un comportament imprevizibil și brutal. Ea l-a lovit cu violență de două ori pe Jack Ferguson, fiul de 15 ani al lui Robert Ferguson, din prima sa căsătorie, care suferise un accident la coloană în copilărie și nu mai putea să-și folosească picioarele, el deplasându-se foarte greu. Mai îngrijorător era însă faptul că doica bebelușului (doamna Mason) ca și Robert Ferguson au surprins-o pe mama bebelușului pe când aceasta îl mușca pe copil de gât și îi sugea sângele. Ferguson dorește să recurgă la serviciile detectivului pentru a clarifica acest caz.

### Rezolvare
Robert Ferguson sosește a doua zi pe strada Baker pentru a discuta cu Holmes și Watson. El precizează detectivului că soția sa, incapabilă de a-și explica agresarea propriului său bebeluș, s-a refugiat în camera sa și a refuzat orice discuție cu soțul ei, neacceptând decât vizita lui Dolores, camerista sa, care-i aducea de mâncare. Sherlock Holmes, însoțit de Watson, decide să meargă la casa lui Ferguson din comitatul Sussex.
În acest stadiu al anchetei, chiar înainte de plecarea lui Holmes și Watson la Cheeseman's, casa lui Ferguson din Sussex, Holmes afirmă că a înțeles deja despre ce este vorba, dar are nevoie să verifice la fața locului întâmplările petrecute pentru ca ipoteza lui să fie confirmată. El este sigur că nu e vorba de vampiri. 
Ajuns la casa Cheeseman's, camerista doamnei Ferguson îi anunță că stăpâna ei este bolnavă, iar dr. Watson se oferă să o consulte. El găsește o femeie agitată în camera de la etaj, care este ofensată de acuzațiile pe care i le-a adus soțul ei. Ea cere să i se aducă copilul, care se afla permanent cu doica, doamna Mason, după ce avuseseră loc incidentele cu sugerea sângelui.
Holmes examinează armele sud-americane expuse pe pereții casei și aduse în Anglia de soția domnului Ferguson. Detectivul observă în casă un câine care a suferit o gravă afecțiune la coloană cu puțin timp în urmă. Holmes îl vede pe tânărul Jack, în vârstă de 15 ani, care arată o mare afecțiune tatălui său, dar nu o place pe mama sa vitregă. Bebelușul are pe gât o rană evidentă. În timp ce domnul Ferguson își ține copilul în brațe, Watson notează că Holmes privește la fereastră. El nu-și dă seama de ce face aceasta prietenul său, deoarece afară era întuneric, iar fereastra era parțial acoperită de o draperie. Detectivul realizează că acesta este un caz foarte delicat și va fi foarte dureros pentru domnul Ferguson. 
Holmes, care are suficiente elemente pentru a rezolva cazul, trimite un mesaj femeii peruviene prin intermediul lui Watson. Mesajul îi demonstrează femeii că detectivul a înțeles bine ce s-a petrecut în casă și poate să o dezvinovățească. Femeia acceptă atunci să-i primească în camera sa pe soțul său, Watson și Holmes. Acesta din urmă dezvăluie celor prezenți că femeia peruviană sugea sângele bebelușului pentru a aspira o otravă și a-i salva viața. Otrăvitorul era Jack, care nu suporta ideea că afecțiunea tatălui său se îndrepta și către a doua soție și copilașul ei. Pentru a-și otrăvi victima, Jack folosise o săgeată otrăvită cu curara, testând anterior, într-o noapte, eficacitatea acestei metode asupra câinelui familiei. 
Holmes afirmă că a putut să observe sentimentele reale ale lui Jack față de fratele său prin reflecția pe geamul ferestrei a chipului acestuia, când tatăl său ținea bebelușul în brațe. Mama sa vitregă observase că Jack și-a înțepat fratele vitreg cu săgeata și de aceea i-a supt sângele; tot din acest motiv ea l-a bătut cu violență pe Jack. Femeia peruviană afirmă că a refuzat să-i spună soțului ei adevărul, pentru că acesta își iubea mult primul copil și ar fi refuzat să creadă o astfel de explicație. 
Holmes îi propune lui Robert Ferguson să-l trimită pe tânărul Jack să călătorească un an pe mare pentru a rezolva situația familială conflictuală, apoi detectivul și Watson pleacă. Întors pe strada Baker, Holmes scrie o scrisoare cabinetului de avocați în care afirmă că a rezolvat acel caz.

## Personaje
- Sherlock Holmes
- doctorul Watson
- Robert Ferguson - negustor de ceai din Sussex
- doamna Ferguson - soția lui Robert Ferguson, de origine peruviană
- doamna Mason - doica bebelușului
- Jack Ferguson - fiul de 15 ani al lui Robert Ferguson, din prima căsătorie a acestuia
- Dolores - camerista doamnei Ferguson

## Aluzii la alte anchete
La începutul povestirii, Holmes evocă "afacerea Matilda-Briggs". Matilda-Briggs este numele unei nave asociată cu ceea ce detectivul numește "cazul șobolanului gigantic din Sumatra, o poveste pentru care lumea nu este încă pregătită". Această anchetă inedită a "șobolanului gigantic din Sumatra" a fost extinsă ulterior de alți autori. 
De asemenea, Holmes face o aluzie și la cazul vasului Gloria Scott.

## Adaptări
În anul 1993 a fost realizat un episodul al serialului TV Sherlock Holmes produs de Granada Television, intitulat "The Last Vampyre" (în română Ultimul vampir), cu Jeremy Brett în rolul lui Sherlock Holmes, Edward Hardwicke în rolul dr. Watson și Roy Marsden ca John St. Claire Stockton.  Episodul a fost difuzat în premieră la 27 ianuarie 1993. Scenariul filmului diferă semnificativ de textul original al povestirii, fiind introduse personaje noi și multe elemente mai tragice.
În versiunea televizată, Holmes nu a fost chemat de Ferguson pentru a investiga încercarea aparentă a soției sale de a-și ucide bebelușul său, ci de vicarul orașului pentru a investiga moartea bebelușului, principalul suspect fiind nou-venitul John Stockton, un om despre care se zvonește că provine dintr-o familie de vampiri. În timpul acestei investigații, se dezvăluie faptul că Jack, înnebunit de handicapul său, ajunge să creadă că este un vampir adevărat din cauza puterii și a fricii pe care le inspiră aceste creaturi, văzându-l pe Stockton ca un "mentor" din cauza abilității sale aparente de a încânta femeile și a interesului său pentru ocultism. La sfârșitul povestirii, Stockton moare într-un accident și Jack moare sărind în gol dintr-un castel abandonat, iar Holmes și Watson speculează că, la fel ca și în cazul șobolanului gigantic din Sumatra, publicul nu este încă pregătit pentru a afla adevărul.

## Traduceri în limba română
- Vampirul din Sussex - în volumul "Vampirul din Sussex" (Ed. Vremea SC, București, 1992), traducere de Daniela Caraman-Fotea
- Vampirul din Sussex - în volumul "Aventurile lui Sherlock Holmes. Vol IV" (Colecția Adevărul, București, 2010), traducere de Alina Claudia Begu
- Vampirul din Sussex - în volumul "Aventurile lui Sherlock Holmes. Vol. IV" (Colecția Adevărul, București, 2011) - traducere de Alina Claudia Begu